# Frank Zabel
Frank Zabel (Meinerzhagen, 1968) is een Duits componist, muziekpedagoog en pianist.

## Levensloop
Zabel kreeg pianoles bij Robert von der Beck alsook viool-/altvioolles bij Lieselotte Doenecke en Karin Schmidt aan de muziekschool Volmetal in de buurt van Hagen. Privé studeerde hij compositie bij Theo Brandmüller en Martin Christoph Redel. Vervolgens studeerde hij aan de Hochschule für Musik te Keulen bij Pi-hsien Chen (piano) en Friedrich Jaecker alsook Roland Löbner compositie van 1990 tot 1995. 
In de periode van 1991 tot 2001 was hij docent voor piano, muziektheorie, compositie en improvisatie aan de Musikschule Lüdenscheid. Van 1997 tot 2001 was hij docent aan de Hochschule für Musik te Keulen. Sinds 2001 is hij professor aan de Robert-Schumann-Hochschule Düsseldorf (RSH) te Düsseldorf. Van 2003 tot 2008 was hij hoofd van het instituut voor toonzetting aan de RSH. 
Hij werkt verder als pianist onder andere in het Ensemble Différance. Hij verzorgde met de pianist Rainer M. Klaas in 2000/2001 een concertreeks met muziek van eigentijdse componisten in het Kulturhaus Lüdenscheid. In 2002 was hij organisator en docent aan de 1e Kurt-Weill-Akademie Lüdenscheid. 
Als componist schreef hij tot nu (2009) werken voor vele bezettingen en genres. Hij schreef onder andere ook werken voor de (her-)opening van het Rijksdaggebouw in 1999, voor de Wereld Conferentie van de World Association for Symphonic Bands and Ensembles in 2001 in het Konzerthaus Luzern, voor het 10th Japan Contemporary Music Festival Tokyo, voor de Internationale Ferienkurse für Neue Musik 2004 te Darmstadt, het Internationales Orgelfestival Laubach 2006, voor het World Saxophone Congress Ljubljana 2006, voor het International Gaudeamus Interpreters Competition 2007, het Oulunsalo Music Festival Finnland, het Internationales Akkordeonfestival Tianjin (China), voor het Nationaltheater Lissabon en voor de Academy of Fine Arts Singapore. Voor 2010 heeft hij opdrachten voor de Internationale Orgelwochen Nürnberg, de Kulturhauptstadt Ruhr 2010 en de Philharmonie Berlin. Hij won als componist vele internationale compositiewedstrijden.

## Composities

### Werken voor orkest
- 1996 Pictures of Imaginary Dreamscapes, voor orkest
  1. Andante pittoresco
  2. Vivace furioso,
  3. Adagio lamentoso
- 2001-2002 Concerto (per) piccolo, voor piccolo en kamerensemble of piano
- 2001-2002 Concertino, voor piano en orkest of ensemble (piccolo/dwarsfluit, hobo, klarinet/basklarinet, fagot, trompet, hoorn, trombone, pauken, slagwerk, harp, strijkkwartet en contrabas)
- 2002-2003 Touching Colours, concert voor orgel en groot orkest
- 2004 Concerning Colours, voor orgel en groot orkest
- 2005 Unsung - A cycle of songs without words, voor orkest
  1. Two loves I have of comfort and despair
  2. How oft, when thou, my music
  3. In the old age
  4. The expense of spirit
  5. My mistress' eyes
  6. Whoever hath her wish
  7. Be wise as thou art cruel
  8. My love is a fever
- 2005 Five Poems after William Shakespeare, voor orkest (won in 2006 de Concorso Alfredo Casella in Siena)
- 2005 rev.2008 Sur Photoptosis "in memoriam Bernd Alois Zimmermann" reflecties voor orkest
- 2008 Silver Lining, voor 23 solostrijkers
- 2008-2009 Bach-Metamorphosen, voor kamerorkest

### Werken voor harmonieorkest
- 1999-2001 Pictures of imaginary windscapes, voor harmonieorkest
- 2001-2002 Sinfonische Variationen - Hommage à Prokofjev, 11 karaktervariaties over de mars "De liefde tot de drie sinaasappels" voor harmonieorkest

### Werken voor koren
- 2004 Et vidi quod aperuisset, motet voor zes mannenstemmen of zesstemmig gemengd koor
- 2005-2006 Monteverdi-Metamorphosen - naar "Lamento d' Arianna", voor vijfstemmig gemengd koor (SSATB)
- 2007 Walpurgisnacht, voor gemengd koor en orkest - naar een schilderij van Paul Klee

### Vocale muziek
- 2004 To the dark Lady, liederen voor countertenor en orkest - tekst: William Shakespeare
  1. Two loves I have of comfort and despair
  2. How oft, when thou, my music
  3. In the old age
  4. The expense of spirit
  5. My mistress' eyes
  6. Whoever hath her wish
  7. Be wise as thou art cruel
  8. My love is a fever

### Kamermuziek
- 1995 Halluzinationen, vijf schetsen voor dwarsfluit, viool en altviool
- 1997-2005 Presto Estatico, voor viool en cello (of viool en piano)
- 1997 Wenn Bär und Maus tanzen gehen, voor viool en piano
- 1998 Saxofoonkwartet nr. 1
- 1998 Klarinetkwartet nr. 1
- 1998-2005 Elfentanz und Hexentanz, voor viool en cello
- 1998 Crazy Fanfares, voor 4 trompetten
- 1999-2006 Concert-rondo, voor trompet en piano (of orgel)
- 1999-2000 Pictures of imaginary dreamscapes, versie voor kamerensemble (dwarsfluit (ook: altfluit), hobo (ook: althobo), klarinet (ook: basklarinet en Tamtam), hoorn, harp, viool, cello en contrabas)
- 1999-2000 Strijkkwartet nr. 1 "Danse macabre" (won in 2000 de Premio Valentino Bucchi te Rome)
- 2000 Airborne Fractals, voor blokfluitkwartet
- 2000 Kleine Ballade, voor cello en piano
- 2001 Schatten/Risse, voor hoorn en piano (won in 2004 de Internationale compositie-wedstrijd voor kamermuziek te Tokio)
- 2001-2006 Concertino, voor 2 piano's en 2 slagwerkers
- 2002 Illuminare Klangspektren, voor piano, slagwerk en 5 tot 15 muzikanten
- 2002 Strijkkwartet nr. 2 "...aus den verlor’nen Zaubersprüchen"
- 2003-2004 Echoes of Light, voor dwarsfluit, hobo en fagot (of saxofoonensemble)
- 2003-2004 Glassonanzen - Rituale der Verwandlung und des Übergangs, voor kamerensemble (altviool (da lontano), dwarsfluit, tenorsaxofoon, klarinet, trompet, hoorn, trombone, 2 violen, cello, contrabas, harp, 2 piano's, 2 slagwerkers) en live-elektronica
- 2004 Trick of the Light, Light as a feather, voor dwarsfluit, strijkers en 2 slagwerkers
- 2004 Chant de la Lave, voor kamerensemble
- 2004-2005 Fast kein Tango, voor viool en cellokwartet
- 2005 Schatten/Risse II, voor basklarinet en piano
- 2005 Schatten/Risse III, voor tenorsaxofoon en piano
- 2005 Verwitterte Grüße - Hommage à Mozart, voor skordeerde (gedempte) gitaar en hamerklavier
- 2005 Virtual Ride, voor trompet, trombone en orgel
- 2005-2006 Virtual Ride II, voor sopraansaxofoon, cello en orgel
- 2006 Beyond silence and despair, vier gedichten naar Edvard Munch voor klarinet (of altsaxofoon) en piano
- 2006 Versunken, voor viool (of dwarsfluit), cello en piano
- 2006 Virtual Ride III, voor sopraansaxofoon, baritonsaxofoon en piano (of orgel)
- 2006-2007 Böse kleine Geschichten, voor viool, trompet (of altblockfluit) en piano
- 2007 Unwillkürlich, voor gitaar en orgel
- 2007 Trio, voor viool, cello en piano
- 2007 Virtual Ride IV, voor piccolo, saxofoonkwartet en piano
- 2008 Unwillkürlich, voor dwarsfluit en gitaar
- 2008 Objects sombres - sons noirs, voor 3 piano's, 3 harpen, 3 slagwerkers en live-elektronica
- 2008 Skrjabin-Variationen, voor saxofoonkwartet en piano
- 2008 Verwerfungen II, voor altviool en accordeon
- 2008 Trio, voor hobo, fagot en piano
- 2008-2009 Hommage à Bernstein, voor strijkkwartet en 2 slagwerkers
- 2009 Unwillkürlich, voor gitaar en piano
- 2009 Verwerfungen III, voor klarinet en accordeon
- 2009 Fire Dances, voor 4 klarinetten, 4 saxofoons, piano en live-elektronica
- 2009 Scherzo furioso, voor cello en piano
- 2009 Phantasie, voor viool en piano
- 2009 Da ist mein Haus von grünem Rasen, voor viool, hoorn en piano

### Werken voor orgel
- 2000 Toccata e ciaccona sopra B-A-C-H
  1. Allegro agitato
  2. Tempo giusto
- 2001 ...vereinzelt, und doch..., meditatie
- 2007 Tanzpoem (naar Heinrich Heine

### Werken voor piano
- 1994 Gesten, vijf stukken
- 1996 3 Düfte, voor 2 piano's of piano vierhandig
- 1997-1998 Drei Stilblüten
- 1998-1999 Elegien und intermezzi, 7 schetsen
- 2000 Fractal Inventio de B-A-C-H, voor piano
- 2001 Concertino, voor 2 piano's
- 2005-2006 Entrückte Gesänge, voor piano
- 2006 Entrückte Gesänge II, voor 2 piano's in het kwarttoons-system  (won in 2006 de Lutosławski Award)
- 2007/2008 5 Préludes, voor het twee-manualig Moór-vleugel
- 2008 Tänze der Dämmerung

### Werken voor harp
- 1997-1998 Diabolic procession

### Werken voor gitaar
- 1997-1998 Trio poetico, voor 1 tot 3 gitaren

### Werken voor accordeon
- 2007 Verwerfungen

### Werken voor slagwerk
- 2003 Schatten und Differenzen, voor vibrafoon, marimba en live-elektronica